# اونشوف (ناحیه زنویمو)
اونشوف (به چکی: Onšov) یک منطقهٔ مسکونی در جمهوری چک است که در ناحیه زنویمو واقع شده‌است. اونشوف ۵٫۵۷ کیلومتر مربع مساحت و ۷۵ نفر جمعیت دارد و ۴۴۱ متر بالاتر از سطح دریا واقع شده‌است.